# Livre des Prodiges
Livre des Prodiges est une œuvre de Maurice Ohana, pour ensemble instrumental, composée en 1978 et créée à Lyon en 1979.

## Structure de l'œuvre
L'œuvre est composée de deux parties :
- Première partie : Clair de Terre ; Cortège des Taureaux ailés ; Immémorial ; Hydre ; Clé des Songes ; Clair de Terre ; Soleil renversé.
- Deuxième partie : Conjuration des Sorts ; Alecto ; Son noir ; Jeu des masques ; Clair de Terre ; Koro-Ngô.

La durée d'exécution est d'environ vingt-neuf minutes.

## Effectif de l'orchestre
3 flûtes, 3 hautbois, clarinette en mib, 3 bassons, 6 cors, 4 trompettes, 4 trombones, 4 percussionnistes, 2 harpes, piano [avec 3e pédale], 18 violons, 16 violons II, 14 altos, 12 violoncelles, 10 contrebasses, flûte alto, cor anglais, 2 clarinettes [en si bémol], contrebasson, tuba, timbales

### Note du compositeur
«...L'œuvre, destinée à la formation lyonnaise qui l'a commandée, adopte la forme d'un concerto pour grand orchestre. Chaque groupe instrumental est amené à déployer ses puissances ou ses vertus spécifiques dans des séquences dialoguées, en forme d'antiphonies, avant de se fondre dans la clameur des tutti. Les deux parties de l'ouvrage sont séparées par un silence mesuré qui, sans en interrompre le déroulement, annonce la Conjuration des Sorts. Entre les divers épisodes, une sorte de refrain rappelle le paysage qui sert de toile de fond à toute l'œuvre. C'est un Clair de Terre aux couleurs voilées et changeantes, comme si tout se déroulait sous la veille silencieuse d'un astre dédoublé et lointain, lequel serait notre Terre ». (Maurice Ohana)

## Création
L'œuvre est créée à l'Auditorium Maurice-Ravel de Lyon le 4 octobre 1979 par l'Orchestre national de Lyon, sous la direction de Serge Baudo, tous deux dédicataires de l'œuvre.

## Discographie
- Anneau du Tamarit; Signes, Livre des Prodiges , Orchestre national de France dirigé par Stanisław Skrowaczewski et Ensemble Ars Nova de l'O.R.T.F. dirigé par Marius Constant, Erato Musifrance Radio France, 1981, 1986, 1990.